# بانک توسعه برزیل
بانک توسعه برزیل (پرتغالی: Banco Nacional de Desenvolvimento Econômico e Social) شرکت دولتی خدمات مالی و بانکداری برزیلی است، که در سال ۱۹۵۲ تأسیس شد.